# Therese Gelbke
Therese Gelbke, verheiratete Therese Neumann, (29. Juni 1829 in Sondershausen– 19. Oktober 1892 ebenda) war eine deutsche Theaterschauspielerin.

## Leben
Über Gelbkes Leben ist wenig bekannt. Sie wirkte am Vorstädtischen Theater bei Julie Gräbert als beliebte Soubrette und auch am Wallnertheater. Sie war mit dem Schauspieler August Neumann verheiratet.